# 新锡德勒湖畔布赖滕布伦
布雷滕布鲁恩是奥地利布尔根兰州艾森斯塔特城郊县的一个市镇。总面积25.72平方公里，总人口1892人，人口密度73.6人/平方公里（2011年）。